# Федеральная грузинская национально-культурная автономия в России
Федеральная Грузинская национально-культурная автономия в России (ФГНКА) — единственное в России грузинское диаспорное объединение федерального уровня. Действует на основании Федерального закона «О национально-культурной автономии» от 17 июня 1996 года N 74-ФЗ, является формой национально-культурного самоопределения грузин, проживающих в России, в целях самостоятельного решения вопросов сохранения их самобытности, развития языка, образования, национальной культуры. Существует с января 2016 года. Имеет признаки ГОНГО.

## История и деятельность
Предшественником грузинских диаспорных объединений в России стало «Общество по охране памятников истории и культуры России и Грузии», основанное в 1986 г. Тамазом Ильичём Джандиери. Активисты общества начали собирать предметы культурного наследия грузинской диаспоры, пробуждая у грузин интерес к родной культуре. Джандиери первым поднял тему возвращения верующим здания грузинского храма в Москве, занятого в советское время техникумом. В 1993 г., совместными усилиями активистов Общества и РПЦ, удалось вернуть церкви старинную часть храма св. Георгия Победоносца в Грузинах.
Первой диаспорной организацией московских грузин стало «Общество грузин» на Арбате, созданное в 1999 г. известным ученым Ивери Варламовичем Прангишвили. «Общество грузин» фактически прекратило существование в 2006 г., в связи с продажей здания культурного центра «Мзиури» в Москве, в котором оно размещалось.
С апреля 2007 по октябрь 2015 гг. существовала Общероссийская общественная организация «Союз грузин в России», возглавляемая бизнесменом Михаилом Хубутия. «Союз грузин в России» занимался активной культурно-просветительской деятельностью. В 2015 г. организация была ликвидирована решением Верховного суда России.
Федеральная Грузинская национально-культурная автономия в России (ФГНКА) создана 20 января 2016 года в соответствии с Федеральным законом Российской Федерации «О национально-культурной автономии».
Торжественная презентация Автономии состоялась 24 мая 2016 г. в конференц-зале гостиницы «Кебур-палас». Министр по делам диаспоры Грузии Гела Думбадзе в своём обращении подчеркнул важность появления у грузин России своей ФНКА, особо отметив деятельность Автономии по объединению грузинской молодёжи Москвы.
С момента своего возникновения Грузинская ФНКА в России оказала организационную поддержку студенческим грузинским землячествам г. Москвы в их стремлении к объединению, был создан единый координационного орган — Совет молодых лидеров грузинских студенческих и молодёжных объединений. Инициатором создания Совета и его координатором стал журналист, активный член диаспоры Андро Иванов. Грузинская ФНКА в России тесно сотрудничает с грузинской молодёжью московских вузов в проведении культурных мероприятий.
9 мая 2016 года Автономия организовала участие грузинской диаспоры в акции «Бессмертный полк» в г. Москве. Впервые грузинский флаг присутствовал на Красной площади во время праздничных мероприятий в честь Дня Победы.
9 ноября 2016 года Грузинская ФНКА в России совместно с Московским домом национальностей провела молодежную конференцию «Служители слова: между властью и народом», посвященную 850-летию грузинского просветителя Шота Руставели.
Автономия обратилась к «Россотрудничеству» с предложением открыть Русский культурный центр в Тбилиси и к правительству Грузии с инициативой воссоздать Грузинский культурный центр в Москве.
14 декабря 2016 г. в Санкт-Петербурге при участии губернатора города был открыт памятник грузинскому поэту и мыслителю Шота Руставели. Монумент установлен в честь 850-летнего юбилея Руставели по инициативе местного отделения Грузинской ФНКА.
В ноябре 2017 года организация стала победителем конкурса Президентских грантов. Поддержку получил проект адаптационного сопровождения и культурной ассимиляции выходцев из стран Кавказского региона, прибывающих в Россию — «Единым миром».

## Основные цели
ФГНКА стремится к сохранению национальной идентичности грузин, проживающих в России, укреплению связей грузинской диаспоры России с её исторической родиной — Грузией, популяризации грузинской культуры и традиций в российском обществе.

## Структура и руководство
Учредителями Грузинской ФНКА в России стали три региональные национально-культурные автономии — из Санкт-Петербурга, Твери («Иверия») и Иванова. Президентом Автономии был избран бизнесмен, выходец из Сухуми Георгий Гивиевич Цурцумия. 1 марта 2021 года в ходе отчётно-выборной конференции новым Президентом Автономии был избран Давид Важаевич Цецхладзе. Цурцумия занял должность почётного президента организации. 

## Публикации в СМИ
В России появилась новая организация грузинской диаспоры
Диаспора: наша задача — популяризация грузинской культуры в России
В Тбилиси может появиться Русский культурный центр
В Москве создан Совет молодых лидеров грузинского происхождения